# Гілдерленд (Нью-Йорк)
Гілдерленд (англ. Guilderland) — місто (англ. town) в США, в окрузі Олбані штату Нью-Йорк. Населення — 36 848 осіб (2020).

## Демографія
Згідно з переписом 2010 року, у місті мешкали 35 303 особи в 14 205 домогосподарствах у складі 8946 родин. Було 15029 помешкань
Расовий склад населення:
| - 86,2 % — білих - 7,5 % — азіатів - 3,4 % — чорних або афроамериканців - 0,2 % — корінних американців |

До двох чи більше рас належало 1,8 %. Частка іспаномовних становила 3,2 % від усіх жителів.
За віковим діапазоном населення розподілялося таким чином: 20,3 % — особи молодші 18 років, 65,6 % — особи у віці 18—64 років, 14,1 % — особи у віці 65 років та старші. Медіана віку мешканця становила 41,5 року. На 100 осіб жіночої статі у місті припадало 94,0 чоловіків;  на 100 жінок у віці від 18 років та старших — 92,4 чоловіків також старших 18 років.
Середній дохід на одне домашнє господарство  становив 106 519 доларів США (медіана — 78 194), а середній дохід на одну сім'ю — 133 186 доларів (медіана — 112 418). Медіана доходів становила 69 885 доларів для чоловіків та 52 546 доларів для жінок. За межею бідності перебувало 4,9 % осіб, у тому числі 3,6 % дітей у віці до 18 років та 4,3 % осіб у віці 65 років та старших.
Цивільне працевлаштоване населення становило 18 796 осіб. Основні галузі зайнятості: освіта, охорона здоров'я та соціальна допомога — 25,5 %, науковці, спеціалісти, менеджери — 14,0 %, публічна адміністрація — 10,3 %, фінанси, страхування та нерухомість — 10,2 %.